# Кабинда
Кабинда (порт. Cabinda, раније: Португалски Конго), једна је од 18 покрајина у Републици Ангола и њена ексклава. Покрајина се налази у западном делу земље.
Покрајина Кабинда покрива укупну површину од 7.270 km² и има 716.076 становника (подаци из 2014. године). Највећи град и административни центар покрајине је истоимени град Кабинда.

## Географија
Кабинда заузима површину од 7.270 km². Главна насеља су Малембо и град Кабинда. Већину територије покрива тропска шума. 
Провинција Кабинда је одвојена од матице коридором који омогућава приступ Демократске Републике Конго Атлантском океану. Границе ове области су историјске и потичу из времена краљевина Лоанго, Нгојо и Каконго, и потврђене су на Конференцији о Конгу у Берлину 1885. На северу се Кабинда граничи са Републиком Конго (некадашњи Француски Конго).

## Привреда
Пољопривреда Кабинде производи кафу, какао и палмино уље. Поред тога, извозе се и племените врсте дрвета. Најважнија грана привреде је нафтна индустрија. Са вађењем нафте се отпочело 1968. Кабинда даје 60% производње нафте у Анголи. Приходи од извоза нафте из Кабинде представљају око 80% прихода Анголе.

## Историја
Португалија је са принчевима Кабинде склопио споразуме 1883—1885. Овим споразумима територија је постала португалски Протекторат Каконго, Луанго и Нгојо. На Конференцији о Конгу 1885. у Берлину, ове споразуме су потврдиле и друге колонијалне силе. 
Да би умањила административне трошкове у прекоморским регионима, Португалија је 1956. ставила Протекторат Кабинду и прекоморску провинцију Анголу под власт истог генералног гувернера. 
Слично је урадила Француска са Габоном, Конгом, Централном Африком и Чадом, које је објединила у Француску централну Африку. 
Када је дошло до разматрања питања независности португалских афричких колонија, Кабинда је требало да буде засебна држава, али је Ангола тражила ову ексклаву за себе. Организација афричког јединства је 1974. означила Кабинду као 39. афричку државу. Новембра 1975. независна Ангола је окупирала Кабинду. Од тада траје сукоб између сецесионистичке групе „Фронт за ослобођење енклаве Кабинде“ (Frente para a Libertação do Enclave de Cabinda, скраћено FLEC), и војске Анголе.